# Sunderfundigheter
Sunderfundigheter är ett musikalbum som släpptes av Øystein Sunde i september 1973. Albumet släpptes bara i Sverige och innehåller svenskspråkiga versioner av låtar från Sundes två första norska album, 1001 fnatt och Det året det var så bratt, förutom "Om Nissan var whisky" ("Hvis Glomma var whisky") som är B-sida på singeln "Skreppa mi er bra, esse" från 1971. De svenska texterna skrevs av den svenska sportkommentatorn Åke Strömmer.

## Låtlista
Sida 1
1. "Det året det luta mot"
2. "Super-SS-Rally-GT-Hardtop-Sprint-Coupé"
3. "Fender-slåtten" (instrumental)
4. "Om dina öron hänger ned"
5. "Andtäpp-Anna"
6. "Sigurd Jorsalfar"

Sida 2
1. "Om Nissan var whisky"
2. "Sexti om da'n" (Curly Putman/Roger Miller)
3. "400 meter häck"
4. "Jag har kollat inn en liten stripteaseböna"
5. "Flickan från konfektionsfabriken"
6. "Tio dygn ute och ledig två" (Billy Clark)

- Musik av Øystein Sunde där inget annat anges.
- Svensk text av Åke Strömmer.